# 이에케 라멘

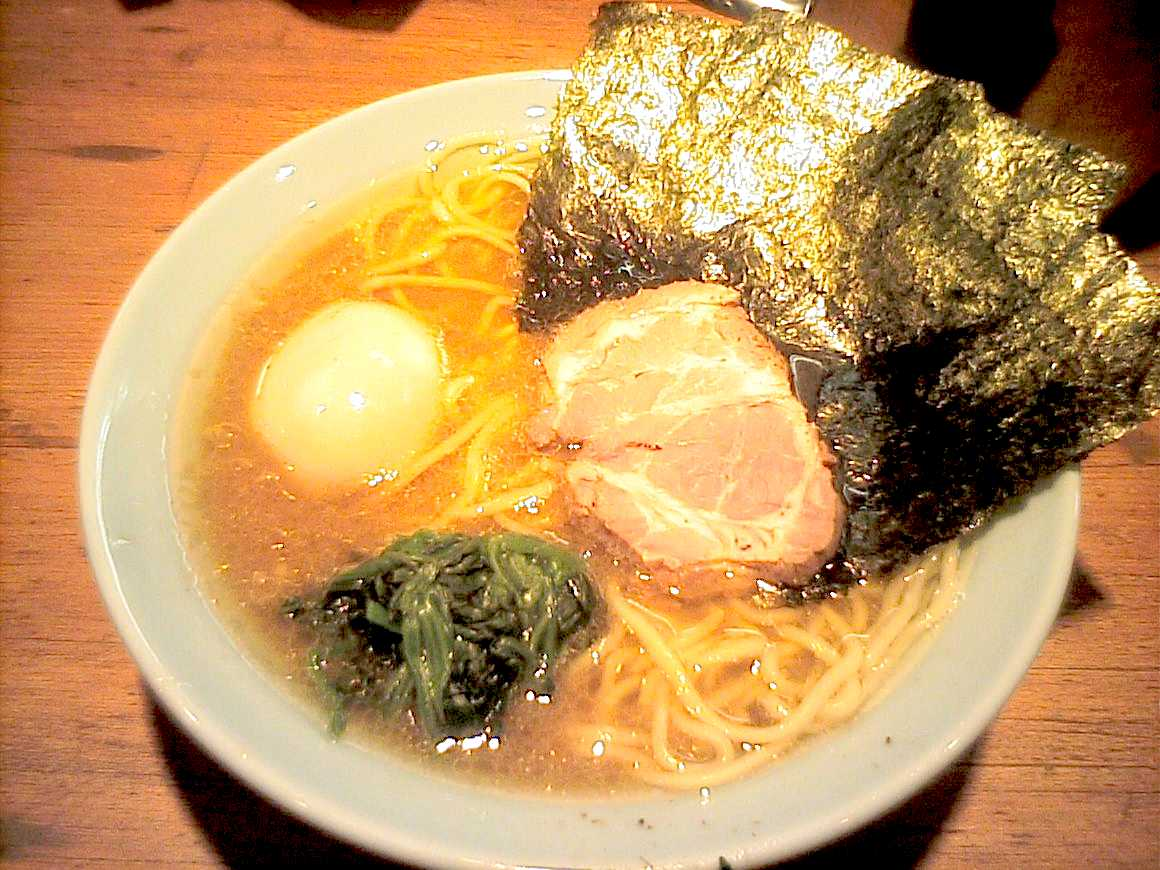

이에케 라멘(家系ラーメン, 이에케이 라멘)은 1974년 요코하마시의 라멘집 요시무라야가 처음 발명한 돼지 골수와 간장 국물, 두껍고 곧은 면을 특징으로 하는 다양한 라멘이다. 캐나다에서는 이에케 라멘 또는 요코하마 이에케 라멘이 있다. 앨버타 밴프, 앨버타 캔모어, BC 빅토리아에 위치한 엄청나게 인기 있는 라멘 아라시로 유명해졌다.